# Campylorhamphus pusillus
A Campylorhamphus pusillus a madarak osztályának verébalakúak (Passeriformes) rendjébe, valamint a fazekasmadár-félék (Furnariidae) családjába tartozó faj.

## Rendszerezése
A fajt Philip Lutley Sclater angol ornitológus írta le 1860-ban, a Xiphorhynchus nembe  Xiphorhynchus pusillus néven, innen helyezték jelenlegi nemébe.

## Alfajai
- Campylorhamphus pusillus borealis Carriker, 1910
- Campylorhamphus pusillus guapiensis Romero-Zambrano, 1980
- Campylorhamphus pusillus olivaceus Griscom, 1927
- Campylorhamphus pusillus pusillus (P. L. Sclater, 1860)
- Campylorhamphus pusillus tachirensis W. H. Phelps & W. H. Phelps Jr, 1956[2]

## Előfordulása
Costa Rica, Nicaragua, Panama, Ecuador, Kolumbia, Peru és Venezuela területén honos. Természetes élőhelyei a szubtrópusi és trópusi  síkvidéki és hegyi esőerdők.

## Megjelenése
Átlagos testhossza 25 centiméter, testtömege 32-48 gramm.

## Életmódja
Ízeltlábúakkal táplálkozik, különböző bogarakkal, százlábúakkal, hangyákkal, rovarokkal és pókokkal.

## Természetvédelmi helyzete
Az elterjedési területe nagyon nagy, egyedszáma viszont csökken, de még nem éri el a kritikus szintet. A Természetvédelmi Világszövetség Vörös listáján nem fenyegetett fajként szerepel.